# Nữ hoàng
Nữ hoàng (chữ Hán: 女皇, tiếng Anh: Empress Regnant), cũng được gọi là Nữ đế (女帝) hay Nữ hoàng đế (女皇帝), bà hoàng, bà chúa là một danh từ dùng để chỉ người phụ nữ làm Hoàng đế, cai trị một Đế quốc. Người phụ nữ cai trị một Vương quốc được gọi là Nữ vương.
Việc kế vị của Nữ hoàng trước đây rất hạn chế, vì quan niệm chỉ có đàn ông mới được thừa kế ngai vàng trong hầu hết các thể chế quốc gia quân chủ từ Châu Âu sang Đông Á. Hầu hết những trường hợp xảy ra việc phụ nữ đăng vị đều ở những tình huống chính trị then chốt, cá biệt hoặc do chính biến chứ không thiên về truyền thống. Do đó, hầu như không có quốc gia nào có đạo luật được quy định về chỉ định Nữ hoàng, khác hoàn toàn với trường hợp có tính truyền thống và trình tự như Hoàng đế nam giới.
Hầu hết các Nữ hoàng đế, dù là phụ nữ nhưng vẫn dùng danh xưng tương tự Hoàng đế. Trong ngôn ngữ Hán, [Hoàng đế] là một tước vị thường chỉ dùng cho nam giới, tuy nhiên nữ giới có trở thành Hoàng đế thì vẫn như cũ được gọi là Hoàng đế, do bản thân danh vị này không phân chia giới tính, chỉ khi nào cần cường điệu hóa giới tính của vị nữ quân chủ ấy thì mới cần gọi cụ thể ra là [Nữ hoàng] mà thôi.

## Khái quát

### Lịch sử cách gọi
Ở các quốc gia cổ đại như Trung Quốc, Ai Cập, Ba Tư, những người phụ nữ dù xuất thân từ vương thất hay hoàng tộc cũng đều không có quyền kế thừa ngai vị. Do vậy, ngôn ngữ tại những nền văn hóa này không có danh từ "nữ hóa" chỉ đến ngai quốc chủ, như Pharaon của Ai Cập, Hoàng đế của Trung Hoa. Dù có cách dùng [Nữ hoàng] đối với trường hợp Hoàng đế, song điều đó chỉ mang tính tương đối.
Rất nhiều vị Nữ quân chủ cổ đại khi được truyền ngôi vị vẫn sử dụng danh xưng vốn dùng cho nam giới. Như Đế quốc Byzantine, có Irene thành Athena khi lên làm Hoàng đế của Đế quốc, bà dùng danh xưng [Basileus; βασιλεύς] theo truyền thống các Hoàng đế giới tính nam, hơn là tự dùng [Basilissa; βασίλισσα] vốn dành cho các Hoàng hậu Byzantine. Đối với trường hợp Quốc vương cũng vậy, Jadwiga của Ba Lan khi được tôn làm Vương, dùng danh hiệu [Rex Poloniae], tức [King of Poland; Quốc vương của Ba Lan]. Về sau, các đạo luật thừa kế tại một số quốc gia như Vương quốc Anh bắt đầu chấp nhận phụ nữ kế thừa ngôi vua, song không ít các quốc gia ở Châu Âu xem việc này là bất hợp pháp.
Trải qua Đông Á, các Nữ quốc chủ Tân La cùng Trưng Nữ Vương là những vị [Nữ vương] hiếm hoi, riêng [Nữ hoàng] càng hiếm hơn nữa. Những trường hợp phụ nữ trở thành Hoàng đế ở các quốc gia Đông Á đều rơi vào những sự kiện độc nhất vô nhị, không có tiền lệ hoặc không có một truyền thống lâu đời của các triều đại ấy. Kể như Nhật Bản, dù trong lịch sử ghi nhận có tới 8 vị Nữ Thiên hoàng, song không ít các nhận định cho rằng những người phụ nữ này thiên về nhiếp chính tạm thời cho triều đình hơn là có quyền lực thực tế của một Thiên hoàng.
Hầu hết các Nữ hoàng đế, dù là phụ nữ nhưng vẫn dùng danh xưng tương tự Hoàng đế. Trong ngôn ngữ Hán, [Hoàng đế] là một tước vị thường chỉ dùng cho nam giới, tuy nhiên nữ giới có trở thành Hoàng đế thì vẫn như cũ được gọi là Hoàng đế, do bản thân danh vị này không phân chia giới tính, chỉ khi nào cần cường điệu hóa giới tính của vị nữ quân chủ ấy thì mới cần gọi là [Nữ hoàng] mà thôi. Ví dụ như vị Nữ hoàng của Trung Quốc là Võ Tắc Thiên, bà lên ngôi và lập ra triều đại Võ Chu như một Thiên tử truyền thống, tôn xưng danh vị là [Thánh Thần hoàng đế; 聖神皇帝], đều như mọi Hoàng đế nam giới khác trong lịch sử. Hoặc như 8 vị Nữ Thiên hoàng trong lịch sử Nhật Bản, khi tôn xưng cũng đều là [Thiên hoàng] như các vị Thiên hoàng nam giới khác, hoàn toàn không phân biệt.

### Tình huống cụ thể
Xét lịch sử từ Châu Âu sang Đông Á, xuất hiện [Nữ hoàng] tựu chung có 3 trường hợp chính:
- Quan hệ huyết thống: tức là vị Nữ hoàng vốn là Hoàng nữ của triều đại ấy, thường là con gái của vị Hoàng đế tiền nhiệm.Tình huống này xảy ra thông thường bản thân triều đại ấy có quy định cho con gái kế vị, hoặc một số trường hợp cực kỳ đặc thù nhằm duy trì sự ổn định của chính trị. Như Anna của Nga, Nguyên Chính Nữ hoàng của Nhật Bản và Lý Chiêu Hoàng của Đại Việt.
- Hoàng hậu tiếm vị: tình huống này xảy ra khi Hoàng hậu tự lập lên ngôi, sau khi chồng của bà ta, tức Hoàng đế tiền nhiệm qua đời. Tình huống này xảy ra khi vị Hoàng hậu ấy có thế lực rất lớn đương thời. Điển hình như chính Võ Tắc Thiên của Trung Quốc, hay Yekaterina II của Nga.
- Cả hai trường hợp trên: tức Hoàng hậu của Hoàng đế, vốn là chị em của Hoàng đế. Điều này xảy ra khá thường xuyên đối với hoàng tộc Nhật Bản, nơi hầu như Hoàng đế và Hoàng hậu đều có quan hệ huyết thống. Điển hình có Thôi Cổ Nữ hoàng, Hoàng Cực Nữ hoàng, Trì Thống Nữ hoàng cùng Nguyên Minh Nữ hoàng.

### Quyền lực ngang bằng
Dù nói đến "Nữ hoàng" là phải tự xưng chính thức và lên ngôi, như Võ Tắc Thiên, song thực tế trong lịch sử Trung Quốc cũng có vài người tuy chỉ là Hoàng thái hậu nhưng lại có quyền lực như một Nữ hoàng. Những người này được gọi là lâm triều xưng chế.
Trước thời điểm Võ Tắc Thiên là Lã hậu, cũng là người phụ nữ duy nhất của Trung Quốc ngoài Võ Tắc Thiên được ghi nhận chính thức thời gian cai trị của mình. Thông qua Sử ký Tư Mã Thiên và Hán thư, thời gian cai trị của Lữ hậu được viết hẳn thành "Bản kỷ", một loại ghi chép biên niên vốn chỉ dùng cho các Hoàng đế. Điều này khẳng định địa vị lớn của Lữ hậu. Sau thời đại của Võ Tắc Thiên, lại có Từ Hi Hoàng thái hậu trong những năm cuối thời Quang Tự đã thực sự nắm hết quyền hành, giam lỏng Hoàng đế, dân gian Trung Quốc còn gọi bà là 「Vô miện Nữ hoàng; 无冕女皇」.
Mặt khác lại có những trường hợp như Cảm Thiên Hoàng hậu Tiêu Tháp Bất Yên và Thừa Thiên Thái hậu Gia Luật Phổ Tốc Hoàn của nhà Liêu, Töregene Khatun và Oghul Qaimish của Đế quốc Mông Cổ. Vào thời điểm lâm triều xưng chế của các bà đều là khi Hoàng đế còn quá nhỏ, thực tế đem các bà trở thành Nữ hoàng đế thực tế dù các bà chưa từng tự xưng. Điểm khiến các bà đặc biệt chính là tương tự Lữ hậu, thời gian các bà cai trị đều có tự động đổi niên hiệu riêng, hoặc sách sử tự lấy tên các bà tính làm kỷ nguyên riêng.

## Phân biệt ngôn ngữ

### So với Hoàng hậu
Trong ngôn ngữ Đông Á, [Nữ hoàng] cùng Hoàng hậu có sự phân biệt rất rõ ràng. Tuy nhiên điều này không xảy ra ở Châu Âu, tại những quốc gia nói tiếng Anh hoặc chung một hệ ngôn ngữ từ Hy Lạp và La Mã, họ đều dùng [Empress] để chỉ trường hợp một người phụ nữ trị vì một Đế quốc (Nữ hoàng) và vợ của Hoàng đế (tức Hoàng hậu).
Vào lúc này, để phân biệt rõ hơn, Nữ hoàng sẽ được thêm vào trợ từ [Regnant; ý là "người trị vì"], trở thành [Empress Regnant]. Còn các Hoàng hậu sẽ được thêm trợ từ [Consort; ý là "hôn phối của quốc chủ"], tức [Empress Consort].

### So với Nữ vương
Ngôn ngữ báo chí hiện đại ở Việt Nam lẫn Trung Quốc đại lục, tình trạng xem Nữ hoàng đánh đồng với Nữ vương, thậm chí là với cả Hoàng hậu xảy ra khá phổ biến. Vương thất của Vương quốc Liên hiệp Anh là một [Royal family], tức "vương thất", và vị quân chủ hiện tại của họ là Elizabeth II chỉ là [Nữ vương]. Trong lịch sử nước Anh, chỉ có Victoria của Anh từng trở thành Nữ hoàng, nhưng đó lại là trường hợp phức tạp.
Năm 1877, Victoria được tôn xưng danh hiệu [Empress of India; Nữ hoàng Ấn Độ], biến Victoria vừa là Nữ vương của Vương quốc Liên hiệp Anh, lẫn Nữ hoàng của Đế quốc Ấn Độ. Tuy nhiên, trong vòng Vương quốc Liên hiệp Anh, Victoria không tự xưng Nữ hoàng mà chỉ được biết đến là Nữ vương, tức [Queen Victoria]. Vào thời kỳ Hongkong thuộc nước Anh, do từ [Vương; 王] cùng [Hoàng; 皇] có hiện tượng đồng âm, không ít báo đài gọi Elizabeth II là [Anh Nữ hoàng; 英女皇], dù thực tế bà không bao giờ tự xưng làm Nữ hoàng. Tình trạng này kéo theo ở Việt Nam.

## Danh sách Nữ hoàng

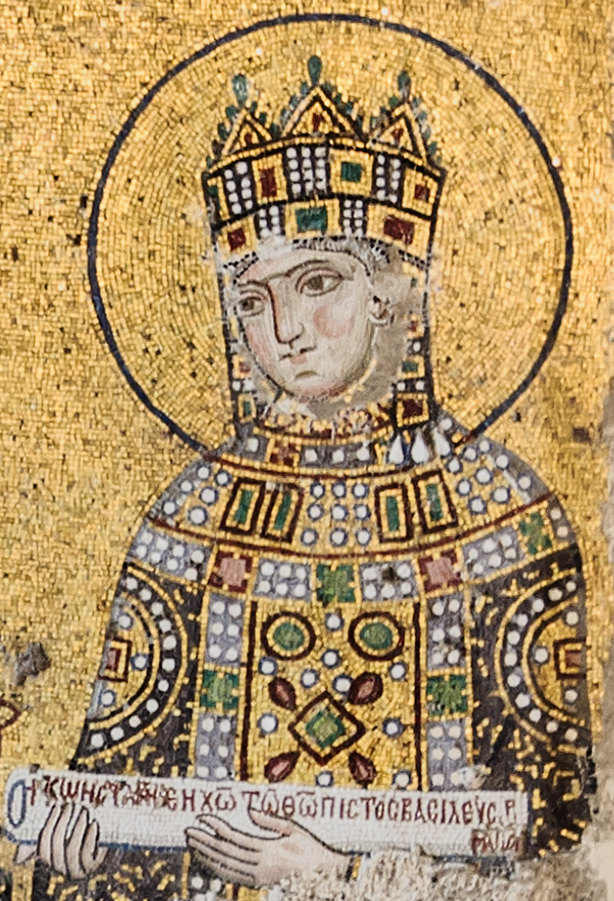
Nữ hoàng đế Zoe Porphyrogenita của Đế quốc Byzantine.

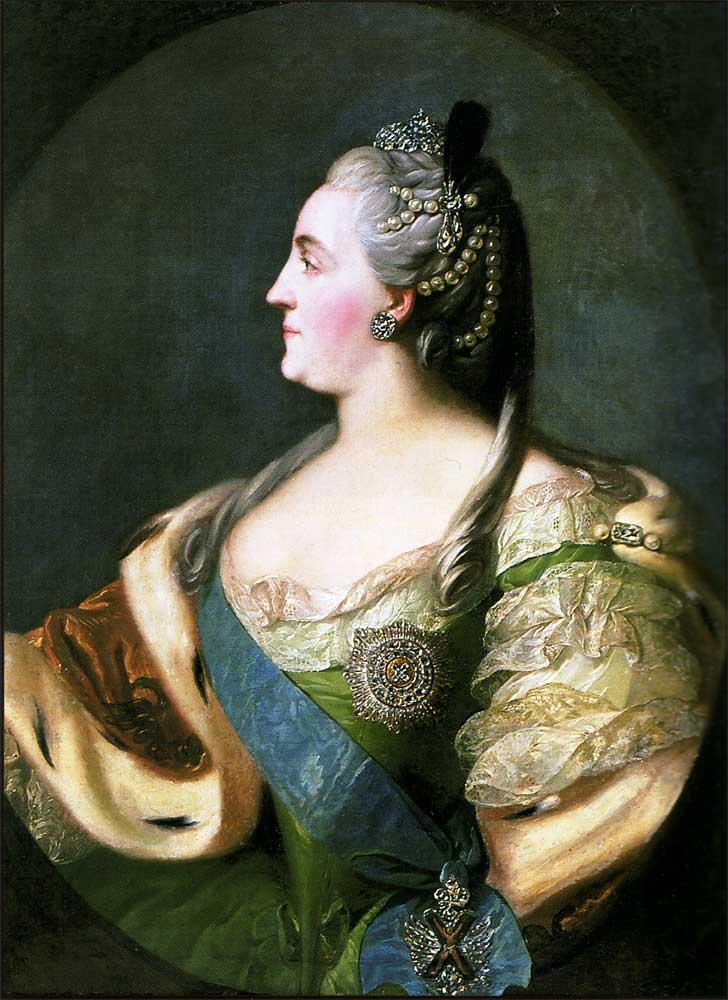
Yekaterina Đại đế của toàn bộ lãnh thổ Đế quốc Nga.

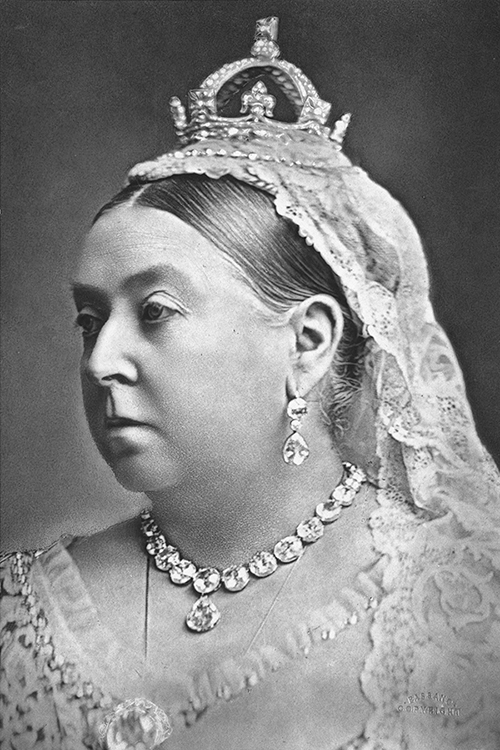
Victoria, Nữ vương của Vương quốc Liên hiệp Anh và Nữ hoàng của Đế quốc Ấn Độ.

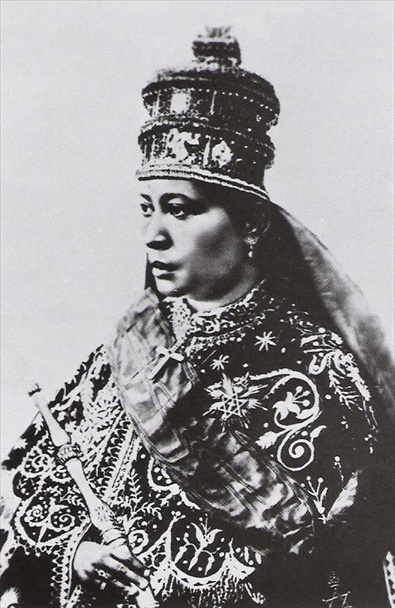
Nữ hoàng Zewditu của Đế quốc Ethiopia.

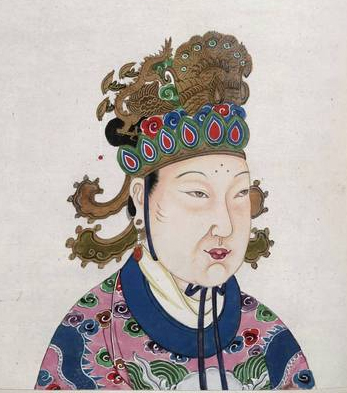
Võ Tắc Thiên của Trung Quốc.

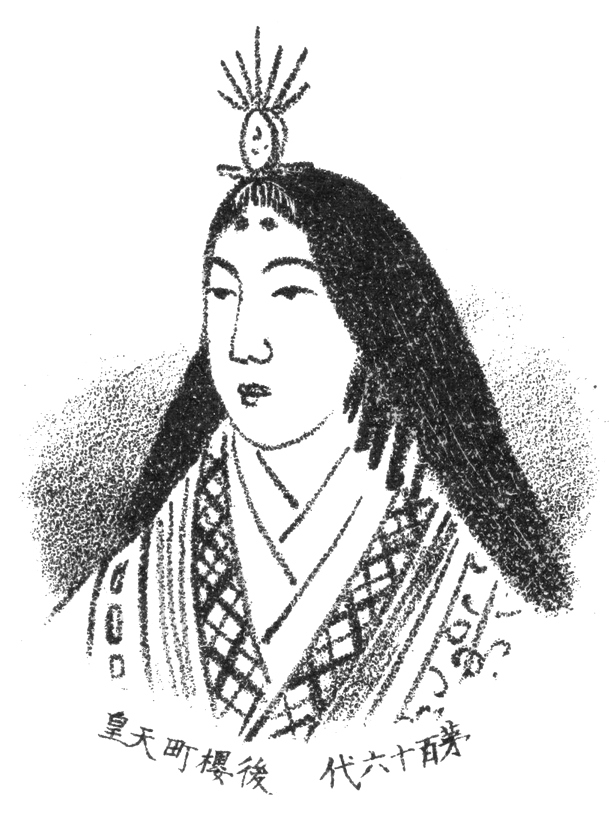
Thiên hoàng Go-Sakuramachi của Nhật Bản.

### Đế quốc Byzantine
- Irene thành Athena (797 - 802), bà vốn là vợ của Hoàng đế Leon IV. Trước khi trở thành Nữ hoàng, Irene là Hoàng hậu từ năm 775 đến năm 780, và Hoàng thái hậu từ năm 780 đến năm 797, và lên ngôi Nữ hoàng sau khi phế truất con trai là Hoàng đế Konstantinos VI. Bà là vị Nữ hoàng Byzantine độc tài, tự sử dụng danh xưng [βασιλεύς] vốn chỉ dành cho đàn ông trong thời gian trị vì của mình, điều đó khiến bà chân chính là [Nữ Hoàng đế] duy nhất nếu so với hai người tiếp theo. Vì chống lại sự tự xưng Đế của bà, Giáo hoàng Lêô III đã phong cho Charlemagne làm Hoàng đế La Mã Thần thánh. Triều đại của bà tại vị 5 năm.
- Zoë Porphyrogenita (1042 - 1050), con gái của Hoàng đế Konstantinos VIII, Hoàng hậu của Hoàng đế Romanos III Argyros và Mikhael IV. Trở thành Nữ hoàng của Byzantine sau cái chết của Hoàng đế Mikhael V, liên quan đến một chuỗi các sự kiện tranh chấp chính trị. Bà thoái vị nhường lại cho chồng mình, Hoàng đế Konstantinos IX Monomachos. Tại vị 8 năm.
- Theodora Porphyrogenita (1042 - 1056), con gái của Hoàng đế Konstantinos VIII. Từng đồng trị vì với Zoe Porphyrogenita vào năm 1042, sau đó cùng trị vì với Konstantinos IX Monomachos cho đến khi vị Hoàng đế này qua đời. Theodora chính thức tự trị vì từ năm 1055 đến khi mất vào năm 1056. Bà là vị Nữ hoàng cuối cùng của toàn bộ Đế quốc Byzantine, tại vị 14 năm.

### Đế quốc Trapezous
- Theodora Megale Komnene (1284 – 1285), con gái của Hoàng đế Manuel I Megas Komnenos. Với sự giúp đỡ của Quốc vương David VI của Georgia, Theodora kế vị ngai vàng, trước khi bị đánh bại bởi Hoàng đế John II Megas Komnenos. Dù trị vì ngắn ngủi, nhưng Theodora đã kịp in đồng tiền của mình, đồng thời là Nữ hoàng duy nhất của Trapezous có hình trên tiền.
- Irene Palaiologina (1340 – 1341), con gái của Hoàng đế Byzantine là Andronikos III Palaiologos. Bà trở thành Hoàng hậu của Hoàng đế Basil Megas Komnenos, sau đó kế vị khi Hoàng đế Basil qua đời thông qua một chuỗi diễn biến lịch sử.
- Anna Anachoutlou (1341 - 1342), là con gái của Hoàng đế Alexios II Megas Komnenos, em gái của Andronikos III Palaiologos. Bà đánh bại người chị dâu Irene để trở thành Nữ hoàng, sau đó bị thế lực của Hoàng đế John III Megas Komnenos đánh bại và xử tử.

### Đế quốc Nga
- Ekaterina I Alekseyevna (1725 - 1727), vợ của Pyotr Đại đế. Sau khi chồng bà qua đời, Ekaterina được di chiếu kế vị, trở thành Nữ hoàng đầu tiên của Đế quốc Nga. Trường hợp hiếm hoi trong lịch sử, không có quan hệ huyết thống với hoàng tộc trị vì, song lại có thể trở thành quân chủ của triều đại ấy. Bà là quân chủ thứ hai của Đế quốc Nga đồng thời là Nữ hoàng đầu tiên, tại vị 2 năm.
- Anna Ioannovna (1730 - 1740), con gái của Hoàng đế Ivan V của Nga. Bà kế vị sau khi cháu trai Pyotr II qua đời mà không có người thừa kế. Bà là quân chủ thứ tư của Đế quốc Nga, tại vị 10 năm.
- Yelizaveta Petrovna (1741 - 1762), là con gái của Pyotr Đại đế và Nữ hoàng Yekaterina I. Bà lên ngôi sau một loạt đấu tranh chính trị, tiến hành chính biến vào năm 1741 để lật đổ người cháu là Hoàng đế Ivan VI. Bà là quân chủ thứ sáu của Đế quốc Nga, tại vị 20 năm.
- Yekaterina II Velikaya (1762 - 1796), xuất thân quý tộc người Phổ, bà là Hoàng hậu của Hoàng đế Pyotr III, sau dùng binh biến để tự lập lên ngôi vị Hoàng đế. Quân chủ thứ 8 của Đế quốc Nga và cũng là Nữ hoàng cuối cùng trong lịch sử của Đế quốc, Ekaterina II được tôn sùng với danh xưng [Đại đế; Velikaya] vì những cống hiến của bà giúp Đế quốc Nga có được vị thế lớn đối với quốc tế. Bà là một trong hai vị [Đại đế] duy nhất trong lịch sử của Đế quốc Nga, bên cạnh vị Hoàng đế khai sáng triều đại là Pyotr I. Bà tại vị 34 năm, một trong hai vị Nữ hoàng tại vị trên 30 năm trong toàn bộ lịch sử thế giới.

### Ấn Độ
- Victoria của Anh (1877 – 1901), là Nữ vương của Vương quốc Liên hiệp Anh và Ireland. Từ năm 1877, khi chính phủ Anh thiết lập nên Đế quốc tại Ấn Độ, Victoria được tôn xưng là Nữ hoàng Ấn Độ. Bà là vị quân chủ duy nhất trong lịch sử Anh chính thức nhận tước hiệu cao quý [Nữ hoàng], trong khi còn lại đều chỉ là [Nữ vương]. Đồng thời, bà cũng là phụ nữ duy nhất trong lịch sử Ấn Độ được tôn xưng Nữ hoàng, bà tại vị 24 năm.

### Tây Ban Nha
- Urraca I của León và Castilla (1109 – 1126), vốn là Nữ vương của Vương quốc León, Vương quốc Castilla cùng Vương quốc Galicia. Bà tự xưng tôn vị [Empress of All the Spains; nghĩa là "Nữ hoàng của toàn bộ người Tây Ban Nha"] và [Empress of All Galicia; nghĩa là "Nữ hoàng của toàn bộ Galicia"].

### Đế quốc Ethiopia
- Zewditu (1916 - 1930), là Nữ hoàng của Đế quốc Ethiopia. Bà là con gái của Hoàng đế Menelik II, kế vị Hoàng đế của Ethiopia sau một loạt diễn biến chính trị, đánh dấu mốc bởi cái chết của Hoàng đế Iyasu V. Danh hiệu của bà theo bản ngữ là [Nigiste Negestatt; ንግሥተ ነገሥታት nígəstä nəgəstât], tức Queen of Kings hay ["Nữ vương của các Vương"], trực tiếp công nhận địa vị của Zewditu vượt lên mức thông thường, ngang hàng với khái niệm Nữ hoàng. Bà là Nữ hoàng đầu tiên trị vì một Đế quốc hiện hữu, được công nhận ở Châu Phi vào thế kỉ 19-20, và cũng là vị Nữ hoàng gần nhất trong lịch sử thế giới hiện đại. Tại vị 14 năm.

### Trung Quốc
- Võ Tắc Thiên (690 - 705), là Hoàng hậu của Đường Cao Tông Lý Trị. Võ Tắc Thiên sinh hạ Đường Trung Tông Lý Hiển và Đường Duệ Tông Lý Đán, bà trở thành Hoàng thái hậu, song lần lượt phế truất và ép buộc nhường ngôi đối với hai người con trai để tự lập làm Hoàng đế. Bà lập ra triều đại [Đại Chu], mà lịch sử Trung Quốc thường gọi là Võ Chu. Tại vị 15 năm.

### Việt Nam
- Lý Chiêu Hoàng (1224 - 1225), con gái thứ hai của Lý Huệ Tông. Chiêu Hoàng vốn là Công chúa nhà Lý, sau được Huệ Tông thiện nhượng để làm Thái thượng hoàng. Sau khoảng 1 năm trị vì, Chiêu Hoàng nhường ngôi cho Trần Cảnh và trở thành Hoàng hậu nhà Trần.

### Nhật Bản
- Thiên hoàng Suiko (592 - 628), con gái Thiên hoàng Kimmei, em gái đồng thời là Hoàng hậu của Thiên hoàng Bidatsu. Bà kế vị sau khi chồng bà là Thiên hoàng Bidatsu qua đời, trở thành vị Thiên hoàng thứ 33 của lịch sử Nhật Bản, và cũng là Nữ Thiên hoàng đầu tiên (có thể khảo chứng được) trong lịch sử của quốc gia này. Thời đại của bà khai sáng nên văn minh cho Nhật Bản, mở đầu thời kỳ Asuka đánh dấu mốc trong lịch sử, lập cháu trai Thánh Đức Thái tử làm Hoàng thái tử quản lý triều chính. Tại vị 36 năm, Thiên hoàng Suiko có số năm trị vì lâu hơn bất kì Nữ hoàng nào khác trong lịch sử thế giới.
- Thiên hoàng Kōgyoku (642 - 645; 655 - 661), Hoàng hậu của Thiên hoàng Jomei, sau trở thành Thiên hoàng thứ 35 và 37 trong lịch sử Nhật Bản. Tại vị tổng cộng 9 năm. Triều đại của bà bị gián đoạn do chính biến cung đình của Thiên hoàng Tenji. Tuy từng bị ép nhượng vị, bà vẫn chưa được tôn làm Thái thượng Thiên hoàng, mà chỉ được xưng gọi [Hoàng tổ Mẫu tôn] trong thời gian này.
- Thiên hoàng Jitō (690 - 697), con gái của Thiên hoàng Tenji, là cháu gái và cũng là Hoàng hậu của Thiên hoàng Tenmu. Năm 686, Thiên hoàng Tenmu qua đời, bà làm nhiếp chính thay cho người kế vị là Hoàng tử Kusakabe, song Hoàng tử cũng qua đời vào năm 689. Thế rồi sang năm sau, bà kế vị, trở thành vị Thiên hoàng thứ 41 của lịch sử Nhật Bản. Tại vị 7 năm rồi nhường ngôi cho Thiên hoàng Monmu, bà trở thành vị Thái thượng Thiên hoàng đầu tiên, và cũng là nữ giới đầu tiên trong lịch sử ở vị trí Thái thượng Thiên hoàng.
- Thiên hoàng Gemmei (707 - 715), con gái của Thiên hoàng Tenji, em gái Thiên hoàng Jitō, vợ của Hoàng tử Kusakabe đồng thời là cô tổ mẫu lẫn mẹ ruột của Thiên hoàng Monmu. Sau khi Thiên hoàng Monmu băng hà mà không có kế tự, bà trở thành Thiên hoàng, là vị Thiên hoàng thứ 43 trong lịch sử Nhật Bản. Tại vị 8 năm, nhường ngôi cho con gái để về làm Thái thượng Thiên hoàng.
- Thiên hoàng Genshō (715 - 724), là con gái của Hoàng tử Kusakabe và Thiên hoàng Gemmei. Vị Thiên hoàng thứ 44 trong lịch sử Nhật Bản, và là vị Nữ Thiên hoàng duy nhất kế vị do được một Nữ Thiên hoàng khác nhường ngôi. Tại vị 9 năm, nhường ngôi cho Thiên hoàng Shōmu để làm Thái thượng Thiên hoàng.
- Thiên hoàng Kōken (749 - 758; 764 - 770), con gái của Thiên hoàng Shōmu, là Thiên hoàng thứ 46 và 48 trong lịch sử Nhật Bản. Năm 749, được phụ hoàng thiện vị, đến năm 758 lại nhượng vị cho biểu đệ là Thiên hoàng Junnin nhưng thực tế bà vẫn nắm đại quyền của một Thái thượng Thiên hoàng. Năm 764, do Fujiwara no Nakamaro khởi loạn mà lại lần nữa đăng vị. Tại vị tổng cộng 15 năm, mở ra thời kỳ Nara toàn thịnh trong lịch sử Nhật Bản.
- Thiên hoàng Meishō (1629 - 1643), con gái của Thiên hoàng Go-Mizunoo và Tokugawa Masako. Vị Thiên hoàng thứ 109 trong lịch sử Nhật Bản, tại vị 14 năm. Nhường ngôi cho Thiên hoàng Go-Kōmyō để trở thành Thái thượng Thiên hoàng.
- Thiên hoàng Go-Sakuramachi (1762 - 1770), con gái Thiên hoàng Sakuramachi và là chị gái của Thiên hoàng Momozono. Vì để chấp chính cho cháu trai là Thiên hoàng Go-Momozono còn nhỏ tuổi, bà nên mới tạm thay triều chính, trở thành vị Thiên hoàng thứ 117 trong lịch sử Nhật Bản, tại vị 8 năm. Sau đó Thiên hoàng Go-Momozono trưởng thành, bà thiện vị trở thành Thái thượng Thiên hoàng, tiếp tục giữ vai trò phụ chính cho đến khi qua đời. Tính đến thời điểm hiện tại, bà là vị Nữ Thiên hoàng cuối cùng trong lịch sử của Nhật Bản.

### Những người trên danh nghĩa
Trong lịch sử cũng có những trường hợp, về lý thuyết thì chính là Nữ hoàng, song về nhiều phương diện nào đó thì danh vị của họ không được công nhận. Có thể kể đến những người này đều bị kẹt giữa thời đại chính trị hỗn loạn hoặc mạt vận.
Trung Quốc
- Nguyên thị (528), con gái duy nhất của Bắc Ngụy Hiếu Minh Đế. Hồ Thái hậu khi ấy là nhiếp chính thời Hiếu Minh Đế, vì Hoàng đế chết mà không có con trai, Thái hậu đã giả mạo Nguyên thị là hoàng tử, và bê lên đăng vị ngai vàng vào ngày 1 tháng 4 năm 528. Sang ngày hôm sau, Thái hậu thay Nguyên thị bằng Nguyên Chiêu. Các sử gia Trung Quốc không công nhận Nguyên thị như một Hoàng đế chính thức.
- Trần Thạc Chân (653), thủ lĩnh khởi nghĩa nông dân vào đầu thời Đường Cao Tông. Bà cải nam trang, tự xưng [Văn Giai Hoàng đế], khởi nghĩa ở Mục Châu. Cuộc khởi nghĩa nhanh chóng thất bại, bản thân bà trong năm đó cũng bị giết. Dù nhiều thông tin chính thống không công nhận bà là Nữ hoàng đế, song học giả Trung Quốc hiện đại như Jian Bozan đã bắt đầu thừa nhận bà.

Nhật Bản
- Hoàng hậu Jingu, cũng gọi Thiên hoàng Jingu (神功天皇; Thần Công Thiên hoàng), vợ của Thiên hoàng Chūai, mẹ của Thiên hoàng Ōjin. Sau khi Thiên hoàng Chūai qua đời, Hoàng hậu Jingu tiến hành nhiếp chính, tổng 39 năm, là người thống trị trên thực tế của Nhật Bản khi ấy. Trước thời Minh Trị, bà thường được xem là một Thiên hoàng thật sự, nhiều lần được liệt vào danh sách Thiên hoàng và là ["Nữ Thiên hoàng"] đầu tiên thay thế Thiên hoàng Suiko. Nhưng hiện nay bà chỉ được xem là Hoàng hậu nhiếp chính.
- Hoàng nữ Iitoyo, tức Phạn Phong Thanh Hoàng nữ (飯豐青皇女), Cổ sự ký ghi bà là con gái đầu của Thiên hoàng Richū, trong khi Nhật Bản thư kỷ ghi bà là con gái Hoàng tử Ichinobe no Oshiwa. Thời điểm Thiên hoàng Seinei qua đời đến khi Thiên hoàng Kenzō lên ngôi, bà đã lâm triều thính chính trong giai đoạn ngắn. Cả hai sách trên đều không xem bà là Nữ Thiên hoàng, trong khi Fusō Ryakuki lại ghi bà là Thiên hoàng thứ 24, xưng gọi 「Phạn Phong Thiên hoàng; 飯豐天皇」.
- Hoàng nữ Hashihiyo, tức Gian Nhân Hoàng nữ (間人皇女), lại gọi 「Trung hoàng mệnh; 中皇命」, con gái Thiên hoàng Jomei, vợ của Thiên hoàng Kōtoku. Giữa lúc Thiên hoàng Kōgyoku qua đời cho đến khi Thiên hoàng Tenji đăng cơ, bà đã tạm thời lãnh chính, thậm chí từng lên ngôi ngắn ngủi.

Đế quốc Brazil
- Isabel, Thái nữ của Brazil, con gái cả của Hoàng đế Pedro II của Brazil. Sau khi em trai là Hoàng thái tử Afonso qua đời, bà được lập làm Trữ quân của Đế quốc với danh hiệu 「Princess Imperial」, tương đương "Hoàng thái nữ" theo cách dịch Đông Á. Năm 1889, Đế chế Brazil bị lật đổ, 2 năm sau (1891) thì Hoàng đế Pedro qua đời, Isabel trên danh nghĩa chính là Nữ hoàng của Đế chế Brazil cũ.

Triều Tiên
- Lý Hải Viện (李海瑗; 이해원), cháu gái Triều Tiên Cao Tông, con gái thứ của Nghĩa Thân vương Lý Cương (李堈; 이강). Bà là người thứ 3 nhận địa vị Lĩnh chủ của Triều Tiên gia tộc, thường tự xưng 「Văn hóa Đại Hàn Đế quốc Nữ hoàng; 文化大韓帝國女皇; 문화대한제국여제」.